# Funkcja licząca liczby pierwsze

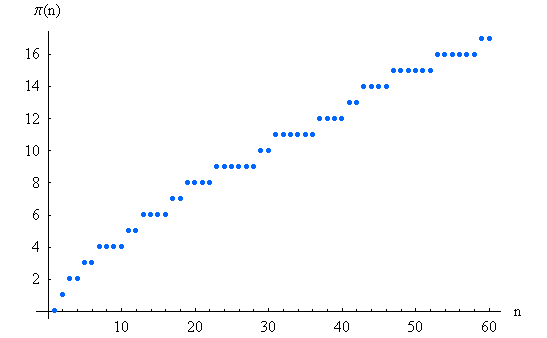
Przebieg funkcji π(n) dla pierwszych sześćdziesięciu liczb naturalnych

Funkcja π – funkcja używana w teorii liczb.
Dla danej liczby rzeczywistej {\displaystyle x,} wartość {\displaystyle \pi (x)} jest liczbą liczb pierwszych nie większych od {\displaystyle x}.
Funkcja ta jest określona dla wszystkich liczb rzeczywistych, choć zwykle bada się jej zachowanie tylko dla liczb naturalnych.

## Właściwości[1]
Niektóre z nierówności dotyczących funkcji {\displaystyle \pi } to:
- {\displaystyle \pi (x)>{\frac {x}{\ln x}}} dla {\displaystyle x\geqslant 17.}

Już pod koniec XVIII wieku Carl Friedrich Gauss oraz Adrien-Marie Legendre przypuszczali, iż {\displaystyle {\frac {x}{\ln(x)}}} jest przybliżeniem wartości funkcji
- {\displaystyle \pi (x)<1{,}25506{\frac {x}{\ln x}}\quad {}} dla {\displaystyle x>1,}
- {\displaystyle {\frac {x}{\ln x+2}}<\pi (x)<{\frac {x}{\ln x-4}}\quad {}} dla {\displaystyle x\geqslant 55.}

Ponadto:
- {\displaystyle \lim _{x\to \infty }{\frac {\pi (x)}{x/\ln(x)}}=1,}
- {\displaystyle \lim _{x\to \infty }\pi (x)/\operatorname {li} (x)=1,}

gdzie {\displaystyle \operatorname {li} } jest logarytmem całkowym.

## Funkcja f(x) Riemanna
Bernhard Riemann w swojej pracy zdefiniował funkcję {\displaystyle f(x)\colon \mathbb {R} \to \mathbb {R} } w postaci:
{\displaystyle f(x)=\sum _{n=1}^{\alpha }{\frac {1}{n}}\pi \left(x^{\frac {1}{n}}\right)=\pi (x)+{\frac {1}{2}}\pi \left(x^{\frac {1}{2}}\right)+{\frac {1}{3}}\pi \left(x^{\frac {1}{3}}\right)+\ldots +{\frac {1}{\alpha }}\pi \left(x^{\frac {1}{\alpha }}\right),}
gdzie składnikami sumy jest funkcja liczby liczb pierwszych, natomiast {\displaystyle \alpha =\lfloor \log _{2}(x)\rfloor .} Zauważmy, że tak zdefiniowana funkcja ma tą samą własność co funkcja {\displaystyle \pi (x).} Jej wartość rośnie o jeden, kiedy argument jest liczbą pierwszą.
Następnie w dalszej części pracy wyprowadza jawną postać funkcji {\displaystyle f(x),} składającej się z kilku członów.
{\displaystyle f(x)=Li(x)-\sum _{\nu }\left(Li\left(x^{{\frac {1}{2}}+\sigma _{\nu }i}\right)+Li\left(x^{{\frac {1}{2}}-\sigma _{\nu }i}\right)\right)+\int _{x}^{\infty }{\frac {1}{t^{2}-1}}\,{\frac {dt}{t\ln {t}}}+\ln {\big (}\zeta (0){\big )}.}
Pierwszy z nich to logarytm całkowy, drugi to suma po nietrywialnych miejscach zerowych funkcji dzeta Riemanna {\displaystyle \zeta (z),} dla których spełniona jest zależność:
{\displaystyle \zeta \left({\frac {1}{2}}\pm \sigma _{\nu }i\right)=0,\quad {}} {\displaystyle \sigma _{\nu }=\{14{,}1347,\ 21{,}0220,\ 25{,}0108,\dots \},}
przy czym sumuje się zera zarówno leżące nad osią liczb rzeczywistych, jak i pod nią. Warto zauważyć, że ze względu na symetryczne ułożenie zer „dodatnich” i „ujemnych” na osi {\displaystyle x={\tfrac {1}{2}}} w wyniku sumowania otrzymuje się liczbę rzeczywistą, ponieważ część urojona sumy {\displaystyle \Sigma _{\nu }} znosi się wzajemnie.
Trzeci składnik to całka, która szybko dąży do zera wraz z rosnącymi wartościami {\displaystyle x.} Przykładowe wartości całki umieszczono w tabeli poniżej.
| {\displaystyle x}     | {\displaystyle 1}       | {\displaystyle 2}       | {\displaystyle 3}       | {\displaystyle 4}       | {\displaystyle 5}       | {\displaystyle 10}      | {\displaystyle 100}                  | {\displaystyle 1000}                 | {\displaystyle 10\ 000}               |
| --------------------- | ----------------------- | ----------------------- | ----------------------- | ----------------------- | ----------------------- | ----------------------- | ------------------------------------ | ------------------------------------ | ------------------------------------- |
| {\displaystyle \int } | {\displaystyle \infty } | {\displaystyle 0{,}140} | {\displaystyle 0{,}040} | {\displaystyle 0{,}018} | {\displaystyle 0{,}010} | {\displaystyle 0{,}001} | {\displaystyle 9{,}875\cdot 10^{-6}} | {\displaystyle 6{,}777\cdot 10^{-8}} | {\displaystyle 5{,}162\cdot 10^{-10}} |

Ostatni składnik to stała równa {\displaystyle \ln(\zeta (0))=-\ln(2).}

### Definicja funkcji liczby liczb pierwszych π(x) za pomocą f(x)

Kolejne przybliżenia funkcji (zaznaczonej na czerwono) z uwzględnieniem coraz większej ilości nietrywialnych zer (niebieski kolor).

Korzystając z transformacji Möbiusa, można przedstawić {\displaystyle \pi (x)} za pomocą funkcji {\displaystyle f(x)} Riemanna:
{\displaystyle \pi (x)=\sum _{n=1}^{\infty }{\frac {\mu (n)}{n}}f\left(x^{\frac {1}{n}}\right),}
gdzie {\displaystyle \mu (n)} jest funkcją Möbiusa. Im więcej zer weźmie się pod uwagę w sumowaniu, tym dokładniejsze uzyska się przybliżenie funkcji liczącej liczby pierwsze.

### Funkcja π Riemanna
Czasami do obliczeń używa się przybliżenia w postaci {\displaystyle f(x)=Li(x),} wtedy taką funkcję nazywa się funkcją {\displaystyle \Pi (x)} Riemanna:
{\displaystyle \Pi (x)\approx \pi (x)=\sum _{n=1}^{\infty }{\frac {\mu (n)}{n}}Li\left(x^{\frac {1}{n}}\right).}